# Gotthard Bonell
Gotthard Bonell (* 1953 in Truden, Südtirol) ist Künstler, Grafiker und Sänger. Heute lebt und arbeitet er in Bozen und Truden.

## Biografie
Gotthard Bonell studierte an der Kunstlehranstalt St. Ulrich und an den Kunstakademien von Venedig und Mailand (Brera), außerdem besuchte er die Sommerkurse an der internationalen Sommerakademie Salzburg, wo er 1980 und 1981 als Assistent tätig war. Seine Werke befinden sich in verschiedenen Privat- und Museumssammlungen. Bonell war für 15 Jahre Mitglied des Südtiroler Landeskulturbeirats.
- 1980/81 Assistent an der int. Sommerakademie Salzburg
- 1983 Auslandsstipendium für Wien durch das österreichische Bundesministerium für Unterricht und Kunst
- 1985 Beginn des Gesangsstudium am Konservatorium in Bozen
- 1997 Grafikmappe (25 Radierungen zu Schuberts „Winterreise“) – CD – „Winterreise“ mit Norman Shetler
- 1988 – 2003 Mitglied des Landeskulturbeirates
- 2000 CD und Graphikprojekt in Zusammenarbeit mit dem italienischen Pianisten Antonio Ballista
- 2002 Gemeinsam mit KS Brigitte Fassbaender und Norman Shetler hat G.B. den „Liedsommer Eppan“ ins Leben gerufen und im Auftrag des Südtiroler Bildungszentrums viele Jahre betreut.
- Freier Mitarbeiter bei Rai Südtirol („Der Liederabend“)

## Preise
- 1984 Preis beim österreichischen Grafikwettbewerb
- 1986 Ankauf durch den österreichischen Grafikwettbewerb
- 1992 Erster Preis beim „Premio di pittura – G. Sobrile“ in Turin
- 1993 Erster Preis der Stadt Leifers
- Zahlreiche Arbeiten befinden sich in Museen und öffentlichen Sammlungen.

## Bibliografie

### Monografische Publikationen
- 1982: Zeichnungen aus der Militärzeit. Text Leonhard Paulmichl, Eva Eccel. Katalog
- 1984: Gotthard Bonell. Katalog Edition Galerie Elefant, mit Texten von zehn Südtiroler Autoren
- 1990: Lebensschatten. Eva Eccel, Carl Kraus. Katalog, Tappeiner Verlag, Lana
- 1991: Gotthard Bonell. Katalog. Text: Peter Weiermair Tappeiner Verlag, Lana
- 1993: Irrlichter. Radierungen zu F. Schuberts Winterreise, mit CD
- 1994: Portraits – ritratti 1973–1994. Text: Peter Weiermair Tappeiner Verlag, Lana
- 1994: Katalog zur Ausstellung, Goethegalerie Bozen
- 1999: Inszenierung und Verwandlung. Monographie. Text: Peter Weiermair, Andreas Hapkemeyer und Marion Piffer
- 2000: Die kleinen Dinge – Le piccole cose mit Antonio Ballista, Buch mit CD. Text: Fulvio Vicentini
- 2003: Portraits Buch. Texte: Claudio Widmann, Giorgio Segato, Fulvio Vicentini
- 2004: Hautgrenze Buch. Texte: Monika Knofler, Marion Piffer Damiani, Peter Weiermair. Folio Verlag
- 2005: Rituale Buch. Text: Peter Weiermair. Folio Verlag
- 2006: Vis-à-vis. Portraits | Ritratti 1973–2005. Buch. Text: Andreas Hapkemeyer. Edition Raetia, Bozen
- 2006: Ausstellungskatalog Caderzone. Text: Federico Mazonelli, Trentino
- 2014: Vis-à-vis. Portraits | Ritratti 1973–2013. Buch. Text: Andreas Hapkemeyer. Edition Raetia, Bozen
- 2015: Spätes Licht. Texte: Günther Oberhollenzer. Folio Verlag, Bozen Wien
- 2016: Le montagne della luce. Texte: Daniela Ferrari
- 2017: Cardo Ausstellung auf Schloss Tirol (mit Roberta Dapunt und Lois Anvidalfarei)

### Filme über Gotthard Bonell
- 1994: Die liebe und die böse Farbe. Film ORF "Österreich Bild" von Zeno Braitenberg
- 1997: Film zur Winterreise von Traudi Messini und Peter Paul Kainrath. RAI Sender Bozen
- 2001: Wenn meine Schmerzen schweigen – eine Winterreise. Film von Zeno Braitenberg und Josef Ebner. RAI Sender Bozen
- 2002: Hautgrenze. Kunststücke, Film von Peter Paul Kainrath, ORF Wien
- 2018: In guter Gesellschaft, Filmportrait über G. Bonell von Michael Seeber

### Kritische Beiträge zum Werk von Gothard Bonell
- 1982: Aufbruch. Eva Eccel Kreuzer, Athesia Verlag Bozen
- 1992: Premio nazionale di pittura Giuseppe Sobrile, Torino. Katalog, Rosanna Maggio Serra
- 1992: Positionen einer Ausstellung. Text: Peter Weiermair Edition Per Procura
- 1995: Malerei zwischen Dur und Moll. Titelbeitrag im Dolomiten Magazin von Irmgard Flies
- 1997: Form und Funktion der Zeichnung heute. Text: Peter Weiermair, Katalog Art Frankfurt
- 1997: Kunst ohne Grenzen. Katalog, Text: Gianni Faustini, Ausstellung Castello Caldes – Trentino
- 1998: 20 Portraits vom Maler und Sänger Gotthard Bonell. Wolfgang Pfaundler in Das Fenster, Tiroler Kulturzeitschrift Nr. 66 Innsbruck
- 1998: Ideal und Wirklichkeit. Das Bild des Körpers in der Kunst des XX. Jahrhunderts. Hrsg.: Peter Weiermair, Rupertinum Salzburg
- 1998: Art Tirol. Ausstellung Bruxelles, Magdalena Hörmann
- 1999: Figuration.. Katalogbuch, Text: Peter Weiermair und Andreas Hapkemeyer
- 1999: Motive der Stille Katalog. Text: Andreas Hapkemeyer und Marion Piffer
- 2000: Text zur Ausstellung, Walter Fink, ORF Studio Vorarlberg, Dornbirn
- 2000: Sterben und Tod meiner Eltern in Das Fenster, Tiroler Kulturzeitschrift Nr. 70 Innsbruck
- 2000: L'intelligenza della mano. Katalogbuch "Triennale europea dell'incisione"
- 2001: Desire, Katalogbuch, Text: Peter Weiermair
- 2005: Tiroler Spirale, Wien
- 2005: Kunstkatalog zu den Musikwochen Eppan. Mit Brigitte Fassbaender, Dietrich Fischer-Dieskau, Herbert Rosendorfer, Antonio Ballista und Gotthard Bonell
- 2006: Ausstellungskatalog. Caderzone, Trentino
- 2015: Spätes Licht. Text: Günther Oberhollenzer, Wien/Bozen 2015, Folio Verlag, ISBN 978-3-85256-681-8.

## Ausstellungen (Auswahl)

### Ausstellungsbeteiligungen (Auswahl)
- Agrigento – Congresso int. di Studi Pirandelliani
- Lugano/Schweiz (Accademia delle „belle Arti“ Brera/Milano)
- Milano Palazzo del Turismo
- Innsbruck Tiroler Landesmuseum Ferdinandeum
- Bregenz Palais Thurn und Taxis
- Basel Art (Galerie Elefant)
- München Haus der Kunst („Große Kunstausstellung 1988/89“)
- Graz Neue Galerie („Südtiroler Kulturwochen“)
- Bozen „Panorama Panorama“
- Innsbruck Tiroler Landesmuseum Ferdinandeum („Mozart in Tirol“)
- Bozen Museum für moderne Kunst „Positionen“
- Torino Mole Antonelliana
- Innsbruck: Galerie „Thurn und Taxis“
- Bologna: Arte fiera 95
- Wien: Österreichische Galerie – Ambrosi Museum
- Frankfurt: Galerie Braas
- 1997: Schloss Caldes / Trentino
- 1997: ART – Frankfurt: Form und Funktion der Zeichnung heute (Peter Weiermeier)
- 1998: Rupertinum Salzburg: Ideal und Wirklichkeit, das Bild des Körpers im 20. Jh.
- 1998: ART – Innsbruck
- 1998: Ankauf durch das Landesmuseum „Rupertinum“ Salzburg
- 1998: Goldach CH „Grenzgänger“
- 1998: St. Pölten „Motive der Stille“
- 1998: Schloss Katzenzungen Prissian „Motive der Stille“
- 1999: Blicklestiftung Bruchsal „Figuration“
- 2000: Museum Rupertinum Salzburg „Figuration“
- 2001: Museion Bozen „Figuration“
- 2002: Galleria d’Arte Moderna Bologna
- 2002: Galleria Isola Trento
- 2003: Ala Palazzo Malfatti Scherer
- 2003: Bozen Piccola galleria „Selbstbildnisse“
- 2003: Padova
- 2010: Innsbruck Volkskunstmuseum „Au! Schmerz“
- 2011: Mezzano TN „Mezzano romantica“ Radierungen (mit Antonio Ballista)
- 2011: Schwaz Rabalderhaus „Das Selbstbildnis“
- 2011: Eppan Lanserhaus „Figur“
- 2011: Bozen Museion „Die Sammlung Museion“
- 2011: Bozen Museion „Arsenale“
- 2011: Meran – Museum – „Portraits“
- 2012: Stadtmuseum Bruneck – „Zwischen Nord und Süd“
- 2012: Neumarkt – „15 Jahre Kunstforum“
- 2013: Galerie Meier Innsbruck – Landschaften – A
- 2013: Galerie Detterer – Frankfurt – D
- 2013: Schloss Kastelbell – Stillleben
- 2013: Galleria Goethe Bozen
- 2014: „Naturwelterbe Wattenmeer – Dolomiten“ Bremerhaven – Kuratorin Eva Gratl
- 2015: Bozen-Waaghaus – Suedtiroler Sparkasse – Kuratorin Sabine Gamper (Katalog)
- 2016: Völs am Schlern – Goethe Galerie Bozen
- 2016: Castellabate – Progetto Sgarbi (Katalog)
- 2016: Innsbruck – Kunstmesse / Milionart (Katalog)
- 2016: Innsbruck – Galerie Maier – Abstraktion
- 2017: Trento – Spazio delle Arti – Disegno
- 2017: Trento – Palazzo Trentini – Sammlung Dr. Josef Kreuzer (Katalog)
- 2017: Sexten – Rudolf Stolz Museum
- 2017: Neumarkt – Kunstforum – Selbstporträts
- 2017: Trento – Spazio delle Arti – Disegno
- 2017: Bozen – „Ausblick“ – Sparkasse
- 2018: Trento – Palazzo Trentini „La noce“ (Katalog)
- 2018: Innsbruck – Hofburg – Guernica / Ikone des Friedens (Katalog)
- 2018: Kitzbühel/Tirol – Museum Kitzbühel – Kunst Landschaft Tirol (Katalog)
- 2018: Cavalese / TN – Museo Arte contemporanea – „La collezione“
- 2019: Stadtmuseum Bozen – "Der Rosengarten"
- 2019: Merkantilgebäude Bozen – "Die Brennerroute"

### Einzelausstellungen (Auswahl)
- Innsbruck, Landeck, Hall in Tirol, Wien, Meran, Schloss Prösels, Ritten Kommende, Salzburg, Bad Reichenhall, St. Ulrich, Brixen, Dornbirn, Eisenstadt, Feldkirch, Schaan;
- 1992: Galerie Goethe (Katalog Peter Wieremaier, Frankfurt)
- 1993: Galerie Schiestl Feldkirch
- 1994: Galerie Goethe Bozen
- 1994: Galerie Prisma Bozen (20 Jahre Portrait, Katalog Peter Weiermair)
- 1997: Galerie Goethe Bozen
- 1997: Graphikmuseum Bruneck
- 1997: Schubertiade Feldkirch Montforthaus
- 1997: St. Gerold – Probstei
- 1998: Lana Ansitz Rosengarten
- 1998: Schloss Moos Eppan
- 1999: Galerie Thomas Flora Innsbruck
- 1999: ORF Funkhaus Dornbirn
- 2000: Salzburg Galerie Thomas Seywald „Bilder der Dämmerung“
- 2000: Bozen Goethe Galerie
- 2002: Kupferstichkabinett – Akademie der Bildenden Künste/Wien – Kuratorin Monika Knofler
- 2003: Galerie Goethe Bozen
- 2003: Galerie Prisma Bozen „Portraits“
- 2003: Moskau – Deutsch-russisches Zentrum
- 2003: Galerie Prisma Bozen „Portraits“ (Katalog)
- 2004: Galerie Seywald – Salzburg
- 2004: Galleria Buonanno Mezzo Lombardo
- 2004: Galerie Thomas Flora – Innsbruck
- 2005: Stadttheater Bozen „Fleisch – Lust und Leid“
- 2005: Meran Kurhaus „Bilderzyklen“ – Kurator Andreas Hapkemeier (Katalog)
- 2005: Tiroler Volkskunstmuseum Innsbruck „Portraits – Vis a Vis“ – Kuratorin Herlinde Menardi
- 2007: Telfs/Tirol Thöni Säulenhalle – Kurator Peter Weiermair
- 2008: Goethe Galerie Bozen „Innen-Außen“
- 2008: Caderzone – Palazzo Lodron – Kurator Fulvio Nardelli – Meneghelli
- 2008: Deutsches Ledermuseum – Offenbach am Main – Kurator Peter Weiermair
- 2008: Brixen Diözesanmuseum – Hofburg „Portraits“ – Kurator Johann Kronbichler
- 2008: Messner Montainmuseum (Katalog)
- 2009: Schwaz Rabalderhaus „Zeitblick-Weitblick“ – Kurator Peter Weiermair und Otto Larcher
- 2009: Ridnaun Bergbaumuseum
- 2010: Innsbruck Galerie Thomas Flora
- 2011: Innsbruck Galerie Maier
- 2011: Karthaus im Schnalstal „Körperdinge“ – Heinrich Schwazer (Katalog)
- 2012: Am Schubertturm Wien (Projekt Seeste) – Kurator Peter Weiermair (Katalog)
- 2012: Husum D – Schloss vor Husum – Kurator Uwe Haupenthal (Katalog)
- 2013: Galerie Goethe Bozen
- 2013: officina da camera – musica – arte e spazio -Brescia
- 2013: Museo Centro Arte contemporanea – Cavalese Tn – mit Lois Anvidalfarei – Kurator Elio Vanzo (Katalog)
- 2013: Brixen Stadtgalerie
- 2014: Kaltern Gefängnisgalerie – gemeinsam mit Ute Rakob – Kuratorin Brigitte Matthias
- 2014: Wien -Galerie Wolfrum
- 2016: Innsbruck – Galerie Maier
- 2016: Trento – Palazzo Trentini – Kuratoren Daniela Ferrari (Mart Rovereto) und Gianluigi Rocca -(Katalog)
- 2016: Spazio delle Arti -Trento
- 2017: Schloss Tirol – Meran- mit Roberta Dapunt – Lois Anvidalfarei – Kurator Leo Andergassen (Katalog)
- 2018: Galerie Maier – Innsbruck
- 2019: Retrospektive Lanserhaus Eppan

### Porträts
Viele namhafte Persönlichkeiten wurden von Bonell porträtiert: Bischof Wilhelm Egger – LH Tirol Alois Partl – LH Tirol Wendelin Weingartner – LH Tirol Herwig van Staa – Bürgermeisterin der Stadt Innsbruck Hilde Zach – Bürgermeisterin der Stadt Lienz Helga Machne – LH von Vorarlberg Martin Purtscher – LH Südtirol Luis Durnwalder – Minister Lujo Sorrini Toncic – Rektor der Universität Innsbruck Rainer Sprung – Rektor der Universität Innsbruck Christian Smekal – Abt / Kloster Marienberg Bruno Trauner – Abt / Neustift Konrad Lechner – Abt / Kloster Neustift Georg Untergaßmeier – LR Vorarlberg und Präsident des österreichischen Roten Kreuzes Fredy Meier – Landesintendant ORF Vorarlberg Leonhard Paulmichl – Bischof Karl Golser, Hofburg Brixen – Generalvikar Dr. Josef Michaeler / BZ – Hochmeister des Deutschen Ordens Dr. Platter / Wien – Hochmeister des Deutschen Ordens Dr. Arnold Wieland / Bozen – Generalvikar Dr. Josef Matzneller / Bozen – Dr. Josef Kreuzer / Bozen – Abt Raimund Schreier / Stift Wilten Innsbruck.
- 2010: Bonell porträtiert im Auftrag der Hofburg Brixen Papst Benedikt XVI
- 2011: Vorstellung des Papstporträts in der Hofburg Brixen
- 2013: Porträt Dr. Dieter Karner (Präsident des Wiener Musikvereins) im Auftrag des Wiener Musikvereins
- 2016: Porträt Landeshauptmann Dr. Luis Durnwalder (Auftrag des Landes Südtirol)

## Bonell als Sänger
Gotthard Bonell ist in erster Linie bildender Künstler. Sein Gesangsstudium begann er bei Luise Gallmetzer am Konservatorium in Bozen. Er nahm an Liedinterpretationskursen u. a. bei Erik Werba, Ada Zapperi und Norman Shetler teil und war Mitglied des Cobochti – Ensembles -Bozen.
- 1997 entstanden ein Radierzyklus zu Schuberts Winterreise und eine CD-Einspielung mit Norman Shetler am Klavier. Weiteres Studium bei Othmar Trenner.
- 2000 Beginn der Zusammenarbeit mit Antonio Ballista, gemeinsames Grafikprojekt und Aufnahme einer CD.

Weiterstudium bei Prof. Othmar Trenner
Liederabende mit den Pianisten Toni von Walther – Eduard Demetz – Peter Paul Kainrath – Antonio Ballista – Norman Shetler – Othmar Trenner und Charles Spencer.
Im Auftrag des Südtiroler Bildungszentrums gründete Bonell gemeinsam mit Brigitte Fassbaender und Norman Shetler den Liedsommer Eppan.

### CD-Aufnahmen
- 1996: Winterreise. Gotthard Bonell (Bariton), Norman Shetler (Klavier)
- 2000: Lieder von Beethoven, Bellini, Loewe, Schubert. Gotthard Bonell (Bariton), Antonio Ballista (Klavier)
- 2015 Buchprojekt „Spätes Licht“ – Kurator Günther Oberhollenzer - Wien / CD 12 Schubertlieder - G. Bonell (Bariton), Charles Spencer (Klavier)